# Gischt

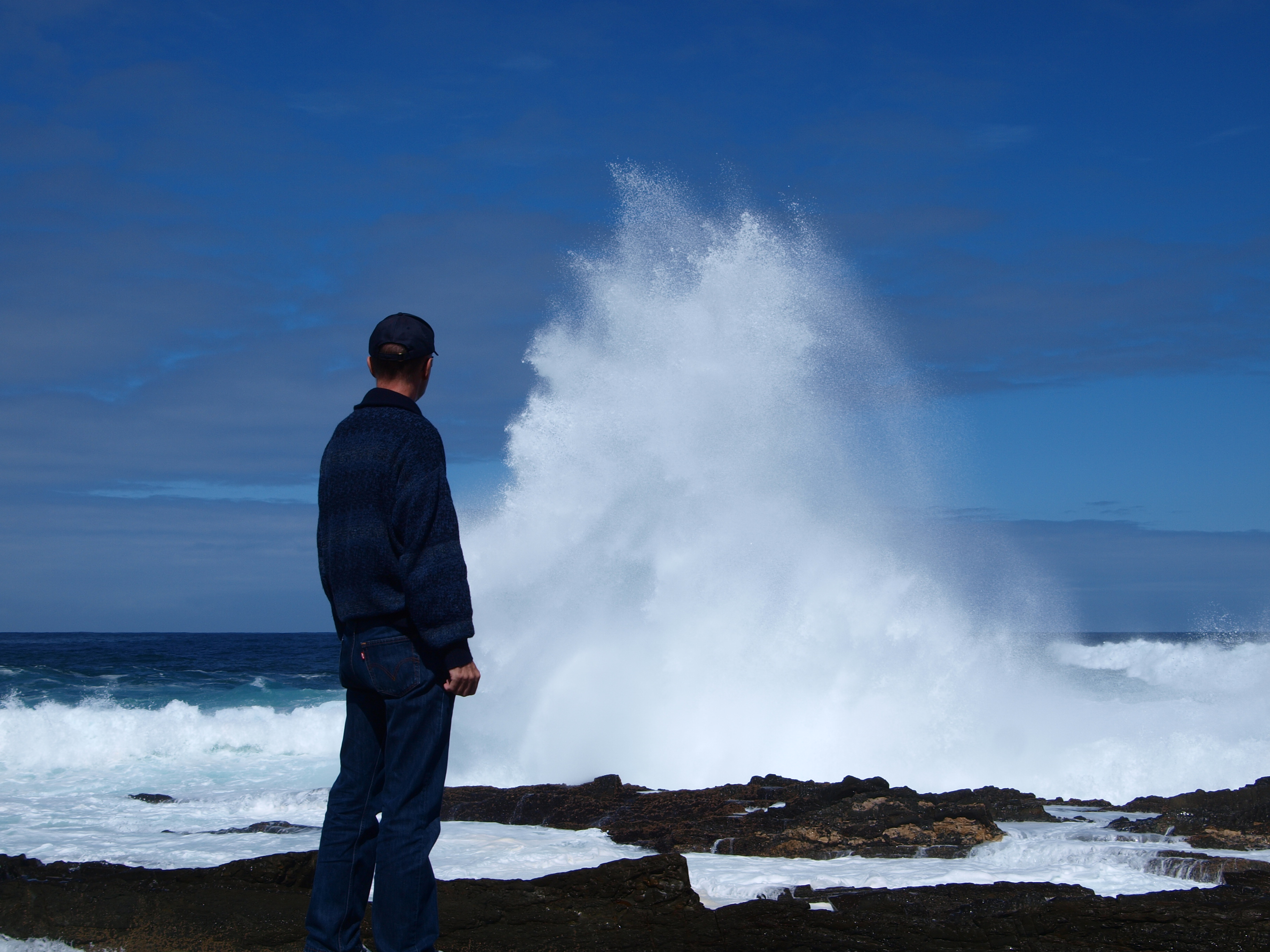
Gischt, die durch das Auftreffen von Wellen an der Küste entsteht.

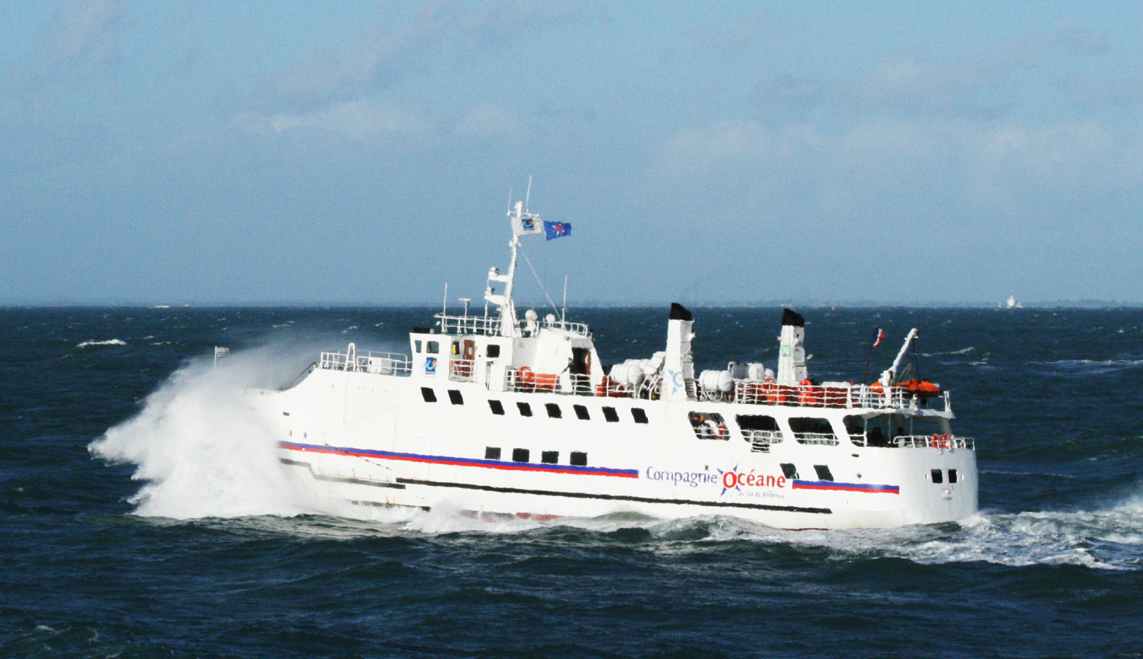
Starke Gischtbildung am Bug eines Fährschiffes durch das Zusammenwirken des Seegangs mit dem fahrenden Schiffsrumpf.

Die Gischt (fachsprachlich auch: der Gischt) ist das weißliche Gemisch aus Wasser und Luft, das entsteht, wenn das Wasser natürlicher oder künstlicher Gewässer durch mechanische Einwirkung aufgewühlt wird. Derartige mechanische Einwirkungen können sein:
- starker Wind
- der Propeller oder der Bug eines Bootes oder Schiffes
- Fall aus großer Höhe (z. B. bei einem Wasserfall)
- das schnelle Strömen von Wasser gegen Hindernisse (z. B. bei Stromschnellen oder an einer felsigen Küste)

Meist handelt es sich um ein Zusammenspiel mehrerer dieser Einwirkungen.
Gischt tritt, je nach Stärke der mechanischen Einwirkung, in verschiedenen Formen auf. Diese reichen von Schaum bis hin zu einem feinen Sprühnebel.
Das Ausmaß des Auftretens von Gischt an Wellenkämmen (Schaumkronen) kann zur Windstärkenbestimmung verwendet werden.

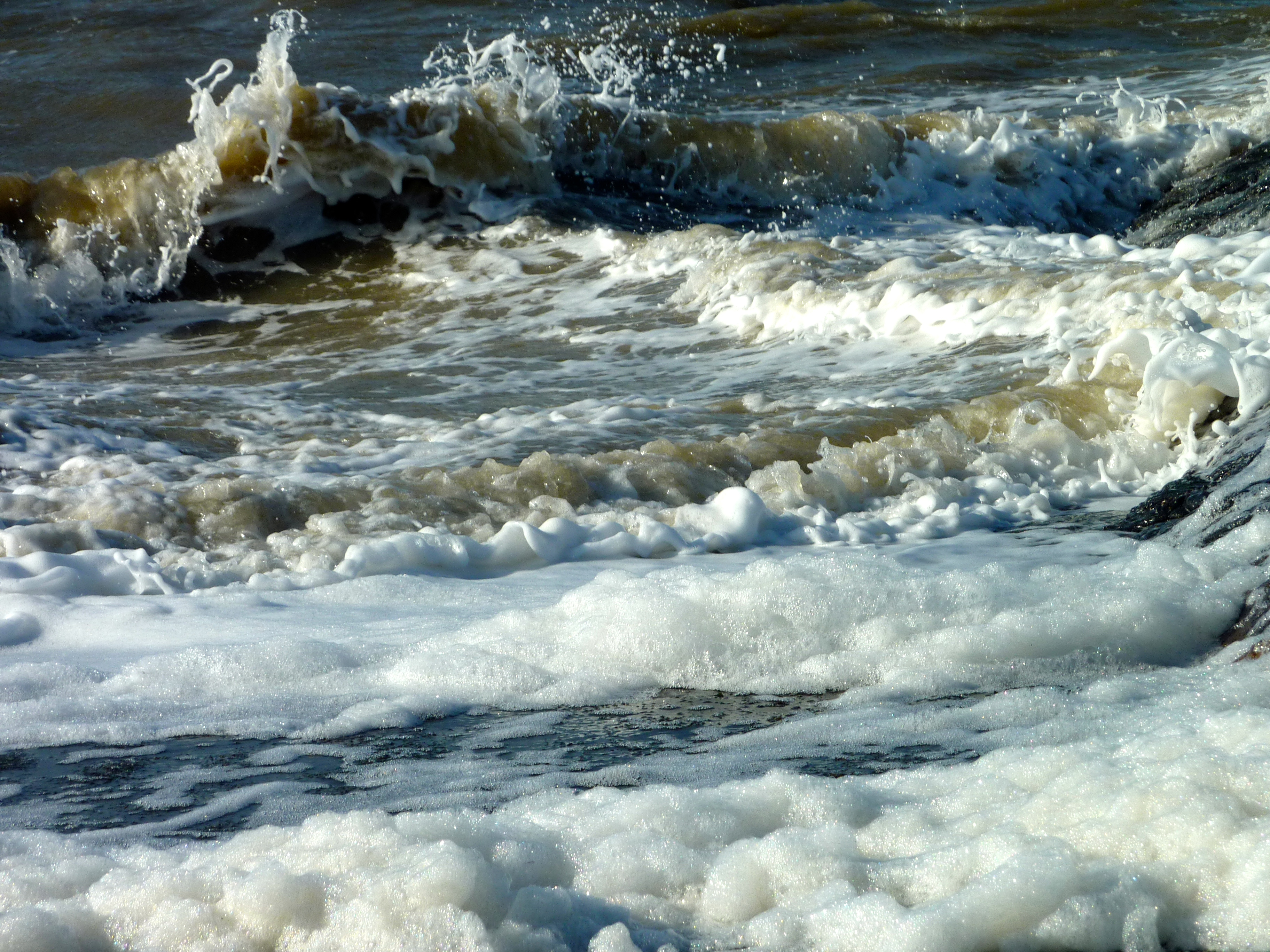
Algenschaum (Bildvordergrund) in der Brandung

Befindet sich eine erhöhte Anzahl Mikroorganismen im Wasser, kann sich Gischt am Strand als „Algenschaum“ absetzen. Dieser entsteht, wenn der Schleim, den die Algen produzieren, in der Brandung, ähnlich wie Eischnee, mit Luft versetzt und dadurch aufgeschäumt wird.
Mit Luftblasen durchsetztes Wasser (z. B. in Wildwasser und häufig am Meeresufer in der Brandungszone) wird als Gischtwasser bezeichnet. Wegen des geringen spezifischen Gewichts trägt dieses Wasser Schwimmer nicht mehr und stellt deshalb eine besondere Gefahr dar.
Überfrierende Gischt bildet Gischteis. Dieses ist bei der Seefahrt in Polarregionen eine der Hauptursachen für Schiffsvereisungen sowie für Winterglätte an Küstenstrichen.

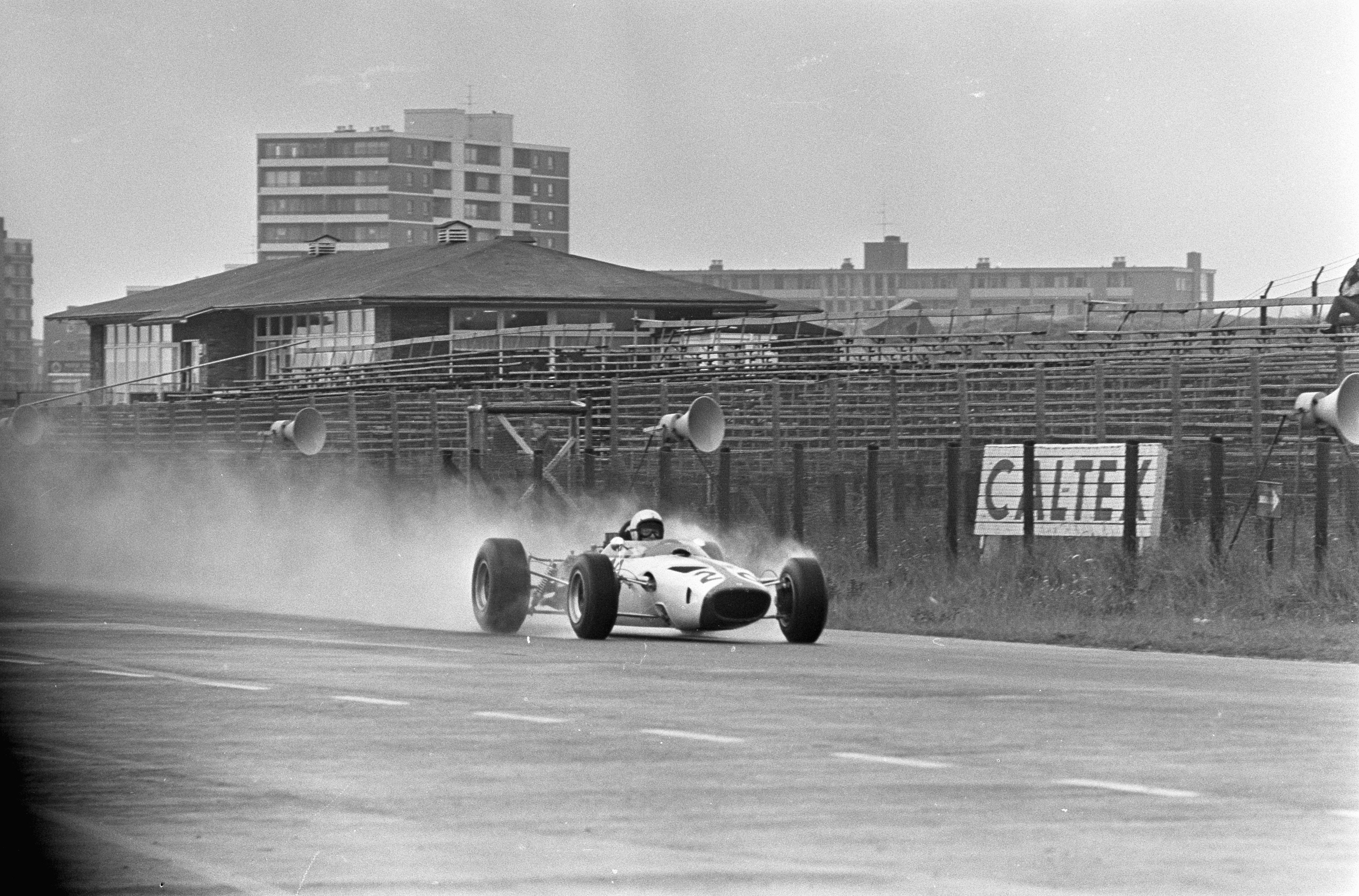
Formel-1-Fahrzeug mit Gischtfahne (1966)

Auch in rein technischen Zusammenhängen wird mechanisch aufgeschäumtes oder fein zerstäubtes Wasser als Gischt bezeichnet, unter anderem das hauptsächlich von den Reifen von Kraftfahrzeugen bei regennasser Fahrbahn aufgewirbelte Spritzwasser.